# Lijst van nummer 1-hits in de Radio 2 Top 30 in 2008
Deze hits stonden in 2008 op nummer 1 in de Vlaamse Radio 2 Top 30.
| Nummer | Datum        | Artiest              | Titel                |
| ------ | ------------ | -------------------- | -------------------- |
| 611    | 5 januari    | Rihanna              | Don't stop the music |
|        | 12 januari   | Rihanna              | Don't stop the music |
|        | 19 januari   | Rihanna              | Don't stop the music |
|        | 26 januari   | Rihanna              | Don't stop the music |
|        | 2 februari   | Rihanna              | Don't stop the music |
| 612    | 9 februari   | Leona Lewis          | Bleeding love        |
|        | 16 februari  | Leona Lewis          | Bleeding love        |
|        | 23 februari  | Leona Lewis          | Bleeding love        |
|        | 1 maart      | Leona Lewis          | Bleeding love        |
|        | 8 maart      | Leona Lewis          | Bleeding love        |
|        | 15 maart     | Leona Lewis          | Bleeding love        |
|        | 22 maart     | Leona Lewis          | Bleeding love        |
|        | 29 maart     | Leona Lewis          | Bleeding love        |
| 613    | 5 april      | Ishtar               | O julissi na jalini  |
|        | 12 april     | Ishtar               | O julissi na jalini  |
| 614    | 19 april     | Duffy                | Mercy                |
|        | 26 april     | Duffy                | Mercy                |
| 615    | 3 mei        | Sandrine             | I feel the same way  |
| 614    | 10 mei       | Duffy                | Mercy                |
|        | 17 mei       | Duffy                | Mercy                |
|        | 24 mei       | Duffy                | Mercy                |
|        | 31 mei       | Duffy                | Mercy                |
| 616    | 7 juni       | Estelle & Kanye West | American boy         |
|        | 14 juni      | Estelle & Kanye West | American boy         |
|        | 21 juni      | Estelle & Kanye West | American boy         |
| 617    | 28 juni      | Amy Macdonald        | This is the life     |
|        | 5 juli       | Amy Macdonald        | This is the life     |
|        | 12 juli      | Amy Macdonald        | This is the life     |
|        | 19 juli      | Amy Macdonald        | This is the life     |
| 618    | 26 juli      | Alphabeat            | Fascination          |
| 617    | 2 augustus   | Amy Macdonald        | This is the life     |
|        | 9 augustus   | Amy Macdonald        | This is the life     |
|        | 16 augustus  | Amy Macdonald        | This is the life     |
|        | 23 augustus  | Amy Macdonald        | This is the life     |
|        | 30 augustus  | Amy Macdonald        | This is the life     |
|        | 6 september  | Amy Macdonald        | This is the life     |
| 619    | 13 september | Gabriella Cilmi      | Sweet about me       |
|        | 20 september | Gabriella Cilmi      | Sweet about me       |
|        | 27 september | Gabriella Cilmi      | Sweet about me       |
|        | 4 oktober    | Gabriella Cilmi      | Sweet about me       |
|        | 11 oktober   | Gabriella Cilmi      | Sweet about me       |
|        | 18 oktober   | Gabriella Cilmi      | Sweet about me       |
|        | 25 oktober   | Gabriella Cilmi      | Sweet about me       |
| 620    | 1 november   | Milow                | Ayo technology       |
|        | 8 november   | Milow                | Ayo technology       |
|        | 15 november  | Milow                | Ayo technology       |
|        | 22 november  | Milow                | Ayo technology       |
|        | 29 november  | Milow                | Ayo technology       |
|        | 6 december   | Milow                | Ayo technology       |
|        | 13 december  | Milow                | Ayo technology       |
|        | 20 december  | Milow                | Ayo technology       |
| 621    | 26 december  | Amy Macdonald        | Mr. Rock & Roll      |